# Station Sainte-Léocadie
Station Sainte-Léocadie is een spoorwegstation in de Franse gemeente Sainte-Léocadie.